# Fort Douglas (Manitoba)

Fort Douglas in einer Zeichnung von Thomas Douglas

Fort Douglas war ein Handelsposten der Hudson’s Bay Company (HBC) in der Nähe des heutigen Winnipeg, Manitoba, Kanada.
Fort Douglas wurde 1812 im Rahmen der Schaffung des Red River Settlement an der Mündung des Assiniboine in den Red River in unmittelbarer Nähe vom Fort Gibraltar des Konkurrenten North West Company (NWC) erbaut. Das Red River Settlement war ein Projekt von HBC-Vorstand Thomas Douglas (meist Lord Selkirk genannt), der hier landlos gewordene schottische Bauern ansiedeln wollte (s. Highland Clearances). Das Fort erhielt von ihm seinen Namen und wurde der Sitz des ersten Gouverneurs von Assiniboia, Miles Macdonell.
Als Macdonnell 1814 jegliche Ausfuhr von Versorgungsgütern aus dem Red River Settlement verbot (Pemmican Proclamation), war dies eine offene Kriegserklärung gegenüber der NWC, die unter diesen Umständen keine einzige Fellhandelsexpedition ausrüsten konnte. Nach ersten Beschlagnahmen von Pemmikan brannten NWC-Mitarbeiter zusammen mit den Métis, ihren Pemmikan-Lieferanten, Fort Douglas nieder. Es wurde wieder aufgebaut, aber nachdem es in der als Pemmikan-Krieg bekannten Auseinandersetzung 1816 ein weiteres Mal niedergebrannt wurde, nicht mehr erneuert.